# Juan Bautista Soler Martí
Juan Bautista Soler Martí (1879-1936) va ser un empresari i polític valencià. És més conegut com un dels principals exportadors de taronges del País Valencià en el període d'entreguerres; també va ser una de les persones clau darrere del desenvolupament del port de Borriana. Va ocupar molts càrrecs en el negoci local i també va ser alcalde de Borriana entre el 1930 i el 1931. Políticament va dirigir l'organització carlina a la província de Castelló.

## Família i joventut

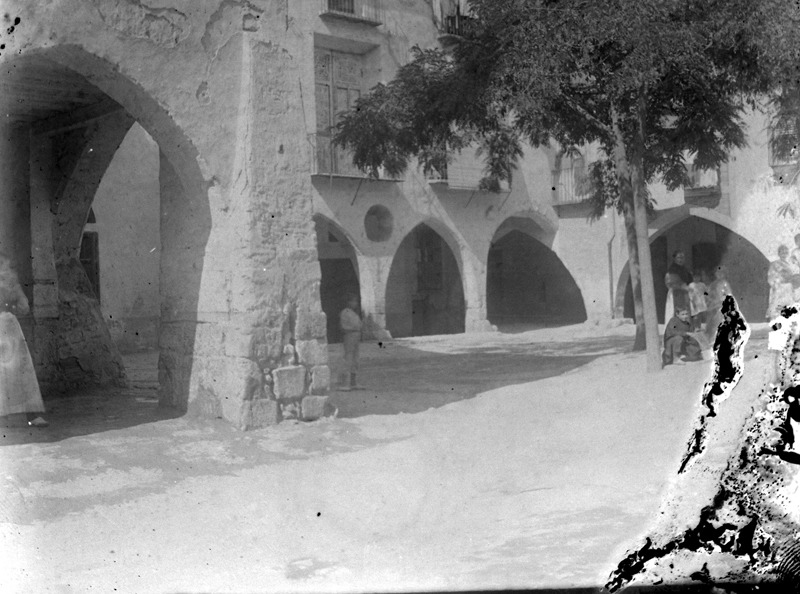
Borriana, principis del segle XX.

Els noms de Soler i Martí són força populars al País Valencià. Tanmateix, no hi ha res segur sobre els avantpassats llunyans de Juan Bautista. El seu besavi José Soler Mallent era originari de la població d'Albuixec, a pocs quilòmetres al nord de València; es va casar amb Ramona Torrent Rois, però no hi ha informació sobre la seva ocupació. En algun moment la parella es va traslladar a Borriana, lloc de naixement de l'avi de Juan Bautista, Vicente Soler Torrent (1798–1871). Va treballar com a petit comerciant i potser com a pagès, ocupat amb la recollida i venda de farratge per al bestiar local. Casat amb Ramona Torrent Rios, va tenir 12 fills, nascuts entre els anys 1810 i 1840. Un d'ells era el pare de Juan Bautista, Ramón Soler Marco.
Ramón Soler Marco es va casar amb Francisca Martí Perez (1844–?) i la parella va romandre a Borriana. Viuen del mateix comerç de farratge, encara que Ramón també va intentar criar cavalls; la seva família és comptada entre la classe obrera agrària i com el seu avi a la cria dels cavalls, per la qual cosa es dedicaven a recaptar palla per als animals i vendre'n també, al poble els posaren el malnom de "pallasos". Van tenir 6 fills, 3 fills i 3 filles, Juan Bautista probablement va néixer com el més petit. Soler Marco va morir molt jove aixafat per un dels seus cavalls a la seva quadra. Sembla que Juan Bautista i els seus germans es van criar en la pobresa; va aprendre a llegir i escriure a l'exèrcit, ja que el 1898 es va oferir voluntari per estalviar el reclutament al seu germà gran Manuel, que aparentment era més necessari en l'economia familiar al ser sa mare viuda. No és clar si va servir a la península o a l'estranger, el seu germà Ramon va servir a la guerra de Cuba.

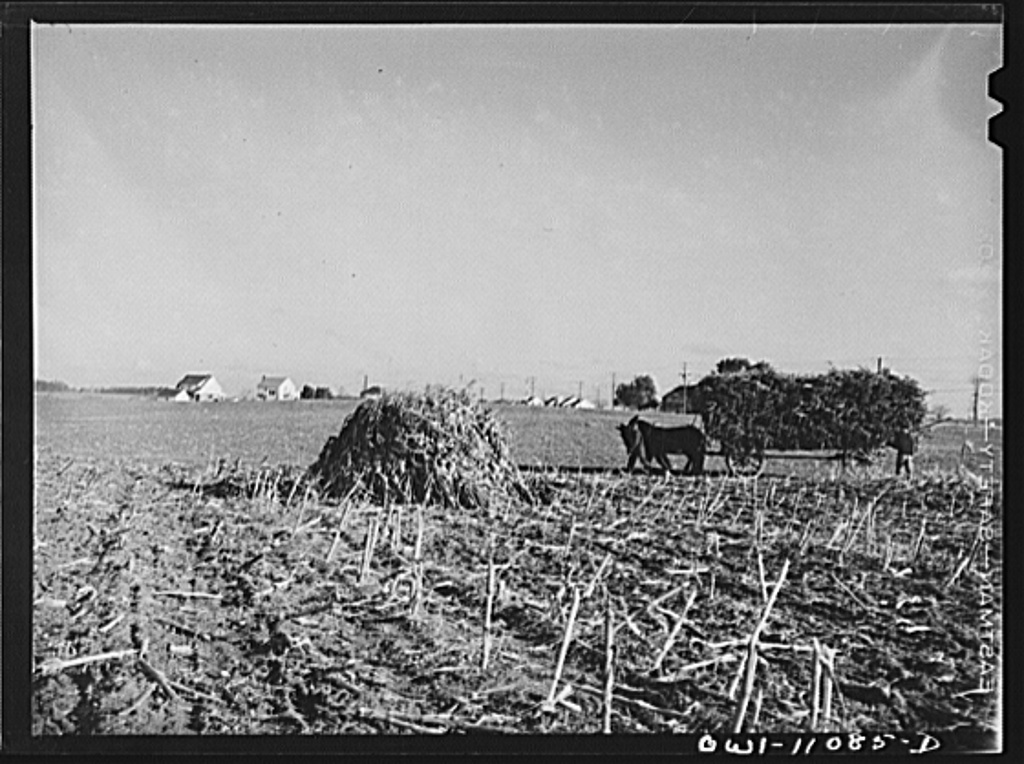
Recollida de farratge.

Després d'haver acabat el servei militar l'any 1900, Juan Bautista va començar a treballar en un petit negoci del seu germà gran Ramon. El 1901 es va casar amb una xica del poble, Francisca Maria Antonia Martínez Chiva (1880–1970), filla d'un altre comerciant de Borriana, Blas Martínez Sales. No és clar quants fills va tenir la parella; segons una font hi havia 3 nens i 2 nenes, segons una altra van tenir 4 fills. 2 o 3 d'ells van morir prematurament; Francisca i Dolors van morir a les primeres edats. Hi ha informació confusa sobre un José, que suposadament va morir a una edat primerenca; s'ha sabut que es va disparar quan jugava amb una pistola del seu pare, però no és clar si realment era fill de Soler. Dels dos fills supervivents, tots dos van ocupar importants papers a Borriana. Juan Bautista Soler Martínez, carlí com el seu pare, després de la Guerra Civil va emergir com a secretari provincial de la Falange a Castelló; fins a la seva mort l'any 1970 va ser regidor a l'Ajuntament de Borriana. José Soler Martinez va exercir com a agent policial a Almeria a principis dels anys quaranta; tots dos es dedicaven a negocis de taronges heretats del seu pare.

## Empresari
A principis del 1900 Soler va continuar treballant en una petita empresa de comerciants dirigida pel seu germà gran; en un edifici que abans va acollir la sucrera "El Ingenio", el que després de la guerra es coneix com a magatzem de "Calaix", Ramón Soler Martí va instal·lar allí la seu del seu comerç de taronges. L'empresa va tenir un gran èxit comercial, sobretot a causa de les condicions canviants del mercat internacional. Des de finals del segle XIX, les exportacions de taronges valencianes es van disparar, principalment a causa de la creixent demanda a Europa occidental. Borriana va esdevenir el principal port d'exportació de la comarca, deixant enrere Gandia, Castelló i Vinaròs; a la primera dècada del segle XX les seves exportacions van créixer un 226% en tonatge i un 179% en valor. Tot i que l'arribada de la Gran Guerra va afectar temporalment el comerç de taronges valencianes, les exportacions van començar a créixer de nou a finals de la dècada de 1910. L'any 1917 Juan Bautista va decidir deixar l'empresa familiar; comptant amb els seus 15 anys d'experiència com a "comprador de taronges", i va fundar una empresa pròpia d'exportació.
Quan Juan Bautista Soler Martí va posar en marxa la seva empresa, l'època daurada del negoci de la taronja valenciana estava a punt de començar. Les exportacions van continuar augmentant; a principis de la dècada de 1920 al voltant del 70% de les taronges de Borriana es van enviar a la Gran Bretanya, tot i que algunes van arribar fins a Göteborg o Danzig. La infraestructura portuària local, amb prou feines més que un moll de fusta improvisat, ja no era capaç de gestionar el trànsit de càrrega. A principis de la dècada de 1920 Soler i altres empresaris locals liderats per Jaime Chicharro estaven ocupats fent pressió per obtenir ajuda financera; el 1921 els seus esforços van donar lloc a una Reial Ordre que va sancionar importants recursos estatals per al desenvolupament del port i també preveia grans inversions que connectaria el port amb la xarxa ferroviària nacional.

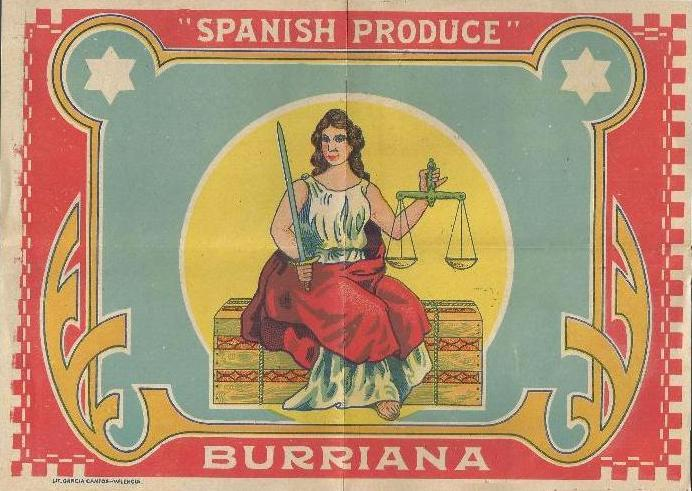
Taronges de Borriana

A mitjans dels anys vint, Soler Martí va emergir com un dels principals empresaris locals. El 1924 esdevingué president del Cercle Fruter, associació d'uns 140 exportadors locals de taronges, en el futur tornarà a ocuparà el càrrec durant diverses ocasions. No aliè al negoci de la taronja va ser el seu càrrec de president del Banc de Borriana, la institució que va cofundar a principis de la dècada. A la dècada de 1930 va començar a afinar els seus compromisos locals a Borriana, per exemple al Cercle Fruter es va limitar a president de la Secció d'Embarcaments i Exportació. En canvi, Soler es va implicar cada cop més en les organitzacions de Castelló i fins i tot valencianes; va exercir de director de la Ponencia Naranjera de Levante i a principis dels anys trenta va entrar a l'executiu de la Confederación Frutera de Levante; com el seu lobista va seguir visitant els ministres ja durant l'època republicana. Soler també va intentar diversificar els seus actius; va invertir en la indústria paperera com a copropietari de la Paperera del Millars, també coneguda com Timbrat Borrianenc. Soler també es va dedicar a l'espectacle; figurava entre els principals accionistes de Cifesa i tenia participacions a la Plaça de Bous i al Teatre Principal de València. En uns 25 anys, va passar d'un empleat poc alfabetitzat d'una petita empresa familiar a un magnat del comerç provincial que dirigeix un negoci internacional i opera oficines comercials a Londres.

## Dictadura de Primo de Rivera

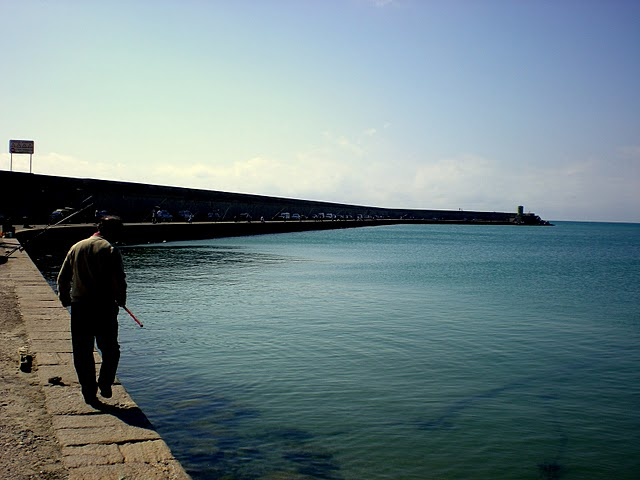
Port de Borriana, vista actual.

Cap de les fonts consultades ofereix informació sobre les preferències polítiques dels avantpassats de Soler. Un relat clarament partidista afirma que era carlí des de la seva infantesa, però no hi ha cap confirmació disponible. El seu biògraf no es refereix als compromisos polítics de Soler durant la seva joventut. Les primeres notes de premsa que apunten als seus esforços públics al voltant de la política són aquestes de principis dels anys vint, tot i que estan relacionades amb el lobing per a inversions a Borriana més que amb qualsevol política de partit. El 1924 va ser co-engendrant d'un gran memoràndum, que descrivia més necessitats d'infraestructura al port. Va ser destinat al Directorio militar; a principis de 1924 Soler i altres grups de pressió locals liderats per Chicharro van viatjar a Madrid per presentar el document. La seva missió va tenir èxit; el mateix Miguel Primo de Rivera va demostrar cert interès i l'abril del 1924 va visitar Borriana. Com a destacat empresari local i coautor de Memorandum, Soler va donar la benvinguda efusivament al dictador. En aquesta ocasió va ser un dels que va cofundar el Somatén local, una milícia civil auxiliar promoguda pel règim, i va contribuir a la implantació del primoderiverisme a la província de Castelló.
Des de principis de la dècada de 1920 Soler va ser col·laborador comercial i amic personal de Jaime Chicharro, Cap provincial de Castelló de la Unión Patriótica. No obstant això, no és clar quina posició va assumir durant les baralles internes de mitjans dels anys vint entre els primoderriveristes de Borriana. Alguns upetistes locals van acusar Chicharro de construir estructures locals principalment al voltant dels seus partidaris personals, normalment relacionades amb el tradicionalisme; el conflicte va culminar l'any 1925, quan Chicharro en protesta va renunciar a la presidència provincial i es va traslladar a Madrid. El conflicte no va impedir més la carrera política de Soler; l'any 1927 ingressà a l'executiu de la delegació de Borriana de l'UP i el 1928 ocupa temporalment el càrrec de president en funcions de l'organització; a principis de 1929 va cedir el càrrec a un candidat recentment elegit i ell mateix va ser votat a la junta. El 1928 va entrar al govern local, nomenat pel règim regidor de l'ajuntament de Borriana; el seu mandat va ser renovat a principis de 1930.

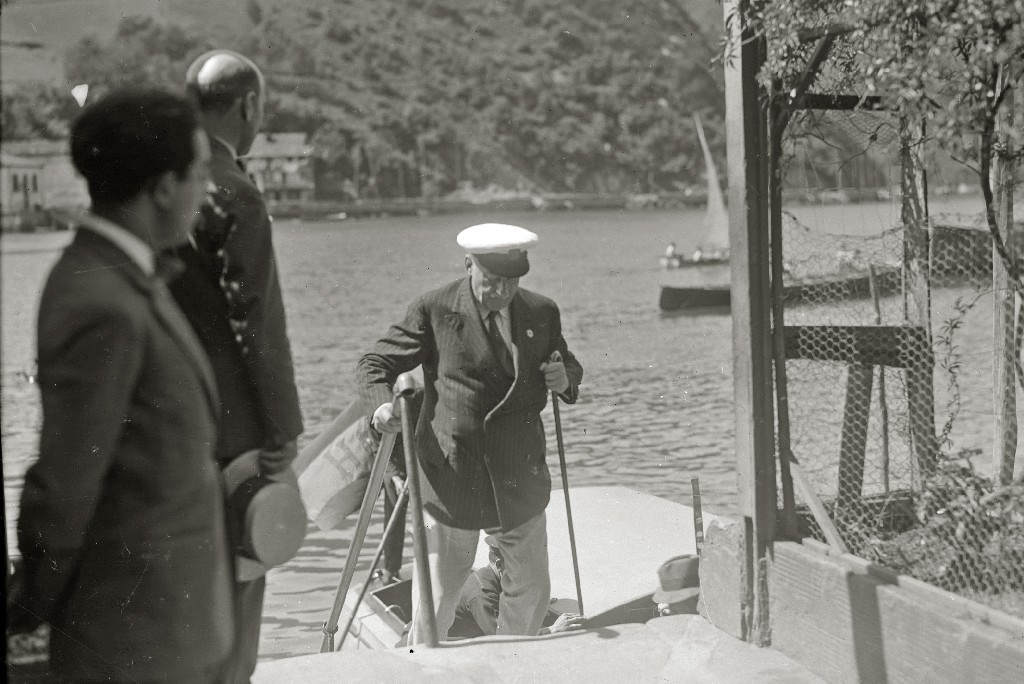
Primo de Rivera

El clímax de la carrera pública de Soler va recaure en el període dictablanda. Després d'una mena de consultes amb la "vox populi" de Borriana, que molt probablement representava les elits empresarials i polítiques locals, el febrer del 1930 el règim de Berenguer el va nomenar alcalde de la ciutat. El gener de 1931 els membres de l'ajuntament van confirmar el seu càrrec durant una votació interna, però poc se sap del seu mandat, excepte que la premsa liberal va criticar el seu nomenament com a demostració del caciquisme reaccionari. Tanmateix, durant els darrers dies de la monarquia Soler semblava força desconcertat políticament; va ingressar a la junta provincial de Castelló d'un partit republicà però a les eleccions locals a l'ajuntament d'abril de 1931 es va presentar com a conservador. La seva candidatura va tenir èxit, però en el nou ajuntament no va aconseguir el suport suficient i la seva alcaldia va acabar. Amb l'arribada de la República, Soler va exercir de regidor, però no és clar quan va acabar el seu mandat.

## Carlista

Estàndard carlí

Tot i que algunes fonts es refereixen a ell com "alcalde tradicionalista", no hi ha proves dels vincles de Soler amb els carlins el 1930–1931. Tanmateix, sembla que des de principis dels anys trenta ja estava compromès a la recentment unida organització política carlina, Comunió Tradicionalista; molt probablement va ser presentat per un dels líders Jaumista anteriors al 1919 a Castelló, Chicharro. L'any 1933 Soler va copatrocinar publicacions de propaganda carlina col·locant anuncis del seu negoci d'exportació de fruites. Tanmateix, ni la premsa de l'època ni els historiadors actuals el descriuen com a dedicat a activitats carlines; no s'ha assenyalat que parlara en mítings públics, negociara acords electorals o forjara alguna línia política als òrgans executius centrals carlins. No està ben clar quin mecanisme va produir el seu nomenament l'any 1933 com a cap de l'organització provincial carlina de Castelló; probablement va ser fruit de la seva riquesa, prestigi i amistat personal amb Chicharro.
Com a carlí provincial Soler no va ser especialment actiu; la seva aparició pública més coneguda va ser al funeral de Chicharro el 1934. A mitjans dels anys trenta es va dedicar més aviat al conflicte social cada cop més amarg; La crisi internacional va provocar un descens de les exportacions de taronja, que al seu torn va provocar una reducció de la demanda de mà d'obra i un salari més baix. L'any 1933 es van produir vagues d'obrers de la taronja, que van continuar els anys 1934 i 1935; l'any 1936 els treballadors de l'UGT i la CNT van formar el Consell de Llevant Unificat d'Exportació d'Agris, que pretenia controlar no només les condicions laborals sinó també les exportacions. Alguns van començar a ocupar parcel·les com a primer pas cap a la col·lectivització; Soler va guanyar la seva hostilitat que aviat segellaria el seu destí. A les eleccions generals de 1936 es va presentar a Castelló amb la Candidatura Catòlica-Tradicionalista, part de l'aliança general valenciana Dreta Regional Agraria. Va entrar a la història de la campanya electoral a Espanya com el primer a utilitzar avions amb finalitats propagandístiques, però amb 11.800 vots aconseguits no va aconseguir el mandat de les Corts.

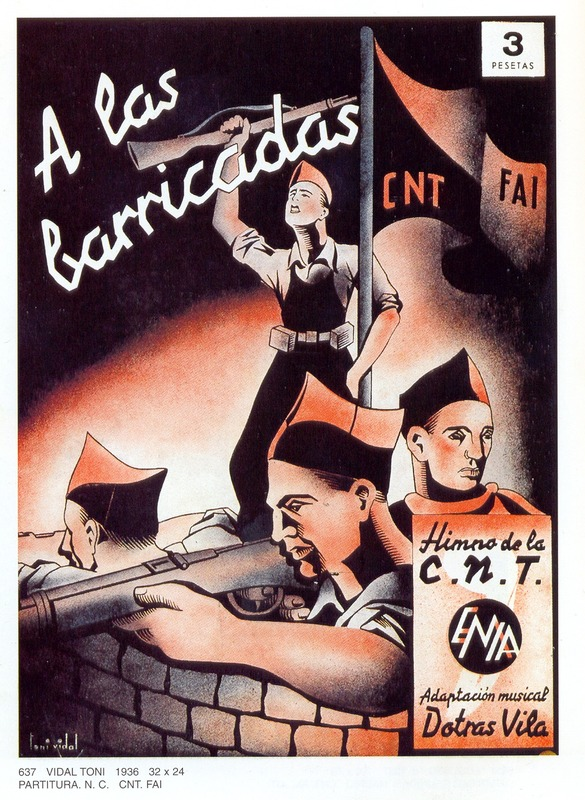
cartell anarquista

No és clar si Soler Martí es va dedicar a una conspiració carlina contra la República o si n'era conscient. Tanmateix, com a líder provincial del partit devia estar informat de l'acumulació paramilitar carlina a Castelló; hi havia uns 2.500 voluntaris enrolats al Requeté a la província, 400 d'ells només a Borriana. A mitjans de juliol de 1936 es trobava amb la seva família i amics, entre ells el líder de la Dreta Regional Valenciana Lluís Lúcia, de vacances a Benassal. Quan va quedar clar que a València els rebels havien fracassat Soler no es va sentir gaire amenaçat; per consell de Lúcia va decidir quedar-se a Benassal. No obstant això, després d'assabentar-se que els treballadors de Borriana, agrupats al Centre Obrer de Borriana, van començar a buscar-lo, finalment va decidir buscar aixopluc a la propera població de Vilafranca. Els locals van donar la veu a l'equip de recerca de Borriana i Soler va ser detingut aviat. Va ser ingressat a la presó de Castelló, però la seva estada entre reixes no va durar més de 2 mesos. A mitjans de setembre va ser extret de la presó i executat per la Columna Anarquista de Ferro al cementiri d'Almassora.